# Hans Bruggeman
Anthonius Johannes (Hans) Bruggeman jr. (Voorburg, 21 mei 1927 – Amsterdam, 15 oktober 2016) was een Nederlandse politicus. Hij werd geboren als zoon van Anthonius Johannes Bruggeman sr en Wubberdinia ter Horst.
Bruggeman was Amsterdams Tweede Kamerlid voor de PSP in de periode 1963-1967. Bruggeman werkte voor hij in de Kamer kwam in het personeelswerk onder meer bij de Rijks Psychologische Dienst. Hij hield zich in de Tweede Kamer met uiteenlopende onderwerpen bezig.

## Loopbaan
- medewerker Escomptobank NV
- administratief ambtenaar Rijksgebouwendienst
- commies Bureau Organisatie en Efficiency, ministerie van Binnenlandse Zaken
- commies Rijks Psychologische Dienst
- lid Tweede Kamer der Staten-Generaal, van 5 juni 1963 tot 22 februari 1967
- lid gemeenteraad van Amsterdam, vanaf 1965

## Partijpolitieke functies
- lid bestuur PSP afdeling Leiden, van 1959 tot 1962
- lid bestuur PSP, tot 1962

## Nevenfuncties
- voorzitter Comité 1961 voor de Vrede

## Opleiding
- Gymnasium-a
- opleiding tot grafoloog
- theologie (niet voltooid), van 1957 tot 1962

## Activiteiten als parlementariër
- Hij was woordvoerder sociale zaken, volksgezondheid, binnenlandse zaken en landbouw en visserij van de PSP-Tweede Kamerfractie en hield zich ook bezig met defensieaangelegenheden.

- Biografisch Portaal: 38167225
- Parlement.com: vg09lkysncug
- Virtual International Authority File: 5312148037711288350005